# Verdachtenwet
De Verdachtenwet (Frans: Loi relative aux gens suspects of korter Loi des suspects) was een uitzonderingsmaatregel die op 17 september 1793 werd aangenomen door de Nationale Conventie, in een periode waarin de Franse Revolutie onder druk stond van reële en imaginaire vijanden. De wet merkte verschillende categorieën personen aan als verdacht en gelastte hun opsluiting tot het (niet nader bekende) tijdstip van de vrede. De lijsten met op te sluiten personen werden opgemaakt door speciale toezichtscomités. De maatregel was typerend voor het Schrikbewind en wordt soms gezien als het startpunt daarvan.

## Totstandkoming
Het begrip "verdachte" was voor het eerst in revolutionaire wetgeving verschenen in de context van de refractaire priesters, die door de wet van 17 november 1791 als suspects de révolte werden aangemerkt. Vervolgens was in augustus 1792 toelating gegeven om verdachte burgers te ontwapenen.
In de zomer van 1793 bevond Frankrijk zich in een ernstige crisis. De oorlog tegen Pruisen, Oostenrijk, Groot-Brittannië en andere monarchieën verliep ongunstig. Hoewel Frankrijk in staat was geweest de opmars van de vijand naar Parijs te stoppen in de kannonade van Valmy, stonden er nog steeds buitenlandse troepen op Franse bodem. De integratie van de nieuwe revolutionaire troepen in het bestaande leger verliep moeizaam. Binnenlands kampte de regering met de contrarevolutionaire Opstand in de Vendée en met de Federalistische opstanden. Een veralgemeende burgeroorlog dreigde. Ondanks de goede oogsten van het voorgaande jaar was de economische situatie slecht: de assignaten verloren aan waarde en in verschillende steden braken hongerrellen uit.
Deze problemen gaven voedsel aan allerlei complottheorieën. In het bijzonder de sansculotten zagen overal samenzweringen van "aristocraten, gematigden, agenten van Pitt, enz." In de Opstand van 31 mei en 2 juni hadden ze afgerekend met de girondijnen, de voornaamste vertegenwoordigers van de gezeten bourgeoisien. Op 13 juli werd de populaire journalist Marat vermoord en ook het uitleveren van de vlootbasis Toulon aan de Britten op 18 augustus droeg niet bij aan het wegnemen van de argwaan.
Op voorstel van Danton en Legendre decreteerde de Conventie op 12 augustus de arrestatie van de verdachten. Vier dagen later belastte ze haar Wetgevingscomité met het uitwerken van de wijze waarop dit principe moest worden geïmplementeerd. Al op 19 augustus kwam Merlin de Douai met een eerste tekst. De Conventie beoordeelde dit ontwerp nog als onvoldoende en gaf Merlin versterking in de personen van Guyton en Hentz. Hun nieuwe tekst, die reeds vage concepten als "aanhangers van de tirannie" en "vijanden van de vrijheid" bevatte, kreeg op 29 augustus de goedkeuring van het Wetgevend comité, maar werd twee dagen later niet aanvaard op de plenaire zitting. Merlin presenteerde het finale ontwerp op de zitting van 17 september, waar het nog in belangrijke mate werd geamendeerd: de emigranten werden toegevoegd, zelfs als ze binnen de wettelijke termijn waren teruggekeerd, en de opsluiting tot de vrede werd bevolen. Hoedanook was een berechting niet voorzien en was uitgegaan van een opsluiting voor onbepaalde duur.
Tijdens de totstandkoming van de Verdachtenwet grepen de Septembermoorden plaats en hadden de sansculotten via de secties druk gezet op de montagnards, de groep in de Conventie die hen het meest nabij stond. Op 5 september waren ze de Salle du Manège binnengedrongen, waar ze de parlementsleden vroegen de terreur op de agenda te zetten. Ook eisten ze prijscontroles, maatregelen tegen woeker en speculatie en "revolutionaire legers" om toe te zien op de voedselvoorziening en het patriotisme. Toch was deze tussenkomst niet beslissend voor het invoeren van de Verdachtenwet, aangezien de plannen van de Conventie reeds ver gevorderd waren.

## Inhoud
De wet telde tien artikelen. Artikel 1 beval de arrestatie van alle verdachten die zich op het grondgebied van de republiek bevonden. Het ging om de zes categorieën "verdachte mensen" omschreven in artikel 2:
1. Personen die zich in hun gedrag, relaties of uitspraken aanhangers tonen van de tirannie of het federalisme en vijanden van de vrijheid (bedoeld waren royalisten en girondijnen)
2. Personen die hun bestaansmiddelen of de vervulling van hun burgerplichten niet kunnen bewijzen (bedoeld waren speculanten)
3. Personen aan wie het getuigschrift van burgerschap is geweigerd
4. Geschorste of ontslagen ambtenaren van het ancien régime
5. De voormalige edellieden die niet ononderbroken hun gehechtheid aan de revolutie hebben getoond
6. Teruggekeerde emigranten.

Per arrondissement moesten toezichtscomités de lijst maken van te arrestateren verdachten (artikel 3). Ze beslisten bij absolute meerderheid met een quorum van minstens zeven personen (artikel 4). De militaire commandanten moesten hun aanhoudingsbevelen uitvoeren op straf van ontslag (artikel 3). De opgepakten moesten worden opgesloten in arresthuizen of als er geen plaats was thuis onder bewaking worden gesteld (artikel 5). Uiterlijk na een week moesten ze worden overgebracht naar gevangenissen die de departementale autoriteiten moesten inrichten (artikel 6). De gevangenen mochten het noodzakelijke meubilair meenemen en zouden opgesloten blijven tot de vrede, waarvan niemand nog de datum wist (artikel 7). Ze moesten zelf de kosten van hun detentie dragen (artikel 8). De toezichtcomités moesten over de arrestaties rapporteren aan het Comité de sûreté générale. Ten slotte konden rechtbanken niet in beschuldiging gestelde of vrijgesproken verdachten naar de departementale gevangenissen sturen (artikel 10).
Later werden nog nieuwe categorieën verdachten toegevoegd: verkopers die het Algemene Maximum schonden, leerlooiers die niet verkochten of onvoldoende werkten, houders van nationale goederen die geen verklaring hadden gedaan, enz.

## Toepassing
Hoeveel mensen op grond van de Verdachtenwet van hun vrijheid zijn beroofd, is niet met zekerheid vast te stellen. De Duitse politicoloog Gilbert Ziebura gaat uit van 300.000 tot 800.000 mensen, d.w.z. 1 à 4% van de Franse bevolking. De Britse historicus William Doyle neemt een nog ruimere vork van 70.000 tot een miljoen gevangenen. Alleen voor Parijs zijn preciezere cijfers bekend: daar werden 9.249 mensen opgesloten, wat overeenkwam met ongeveer 2% van de bevolking. De gemiddelde duur van de detentie was acht maanden.
Veel getroffenen werden niet alleen opgesloten, maar ondergingen ook een verhoor door het Revolutionair Tribunaal. Door de Ventôse-decreten van februari 1794 zagen de verdachten ook hun eigendommen geconfisqueerd. Saint-Just had in Doullens al met die maatregel geëxperimenteerd. De op 10 juni 1794 aangenomen Wet van 22 prairial bracht een verdere verscherping door voor vijanden van het volk enkel nog de doodstraf te weerhouden.
Met de Verdachtenwet werd terreur, die sinds 1792 herhaaldelijk van onderuit was gegroeid, officieel regeringsbeleid. Hoewel het om buitengerechtelijke arrestaties ging, waren er toch zekere procedurele waarborgen. Het gevaar voor willekeurige verklikking dat besloten lag in de ruim en vaag omschreven categorieën, werd enigszins ondervangen door de instructie om wie handelde uit rancune of wraak te straffen. De wet was niettemin een belangrijk instrument van de Terreur en wordt soms als het begin ervan aanzien.
In de zomer van 1794 was de Terreur over zijn hoogtepunt en begonnen de eerste vrijlatingen. Dit proces versnelde nadat de Thermidoriaanse Reactie op 27 juli Robespierre en zijn medestanders ten val had gebracht. Hoewel de coupplegers mee de Terreur hadden georganiseerd, schoven ze die in de schoenen van de robespierristen. Vooral de Wet van 22 prairial werd door hen als de bron van het kwaad gezien, terwijl de Verdachtenwet daarentegen werd verdedigd door invloedrijke figuren als Merlin en Cambacérès en integraal bleef bestaan. Weliswaar was de grote golf arrestaties voorbij en werden veel gedetineerden vanaf 5 augustus vrijgelaten, maar dat was beperkt tot degenen van wie de opsluiting geen grond had in de Verdachtenwet. Deze bleef van toepassing tot hij werd opgeheven op 7 oktober 1795.

## Voetnoten
1. ↑  Loi du 28 août 1792 relative aux visites domiciliaires
2. ↑  Hervé Leuwers, Un juriste en politique. Merlin de Douai (1754-1838), 2019, p. 58-60
3. ↑  Annie Jourdan, "La Convention ou l'empire des lois", in: La Révolution française, 2012, nr. 3, § 12. DOI:10.4000/lrf.730
4. ↑  Annie Jourdan, "La Convention ou l'empire des lois", in: La Révolution française, 2012, nr. 3, § 35 en voetnoot 98. DOI:10.4000/lrf.730
5. ↑  Annie Jourdan, "La Convention ou l'empire des lois", in: La Révolution française, 2012, nr. 3, § 35. DOI:10.4000/lrf.730
6. ↑  Anne-Sophie Chambost, "L'Opposition suspect-patriote sous la Terreur", in: Sujet et citoyen. Actes du Colloque de Lyon, 2004, § 38. DOI:10.4000/books.puam.1640